# Haplochromis bartoni
Haplochromis bartoni foi uma espécie de peixe da família Cichlidae.
Era endémica do Quénia, Tanzânia e Uganda.  O seu habitat natural foi lagos de água doce.